# Тульн (округ)
Тульн — політичний округ Австрійської федеральної землі Нижня Австрія. 
Округ поділено на 22 громаду:

Міста
1. Клоштернойбург (26 750)
2. Тульн-ан-дер-Донау (16 040)

Ярмаркові містечка
1. Абсдорф (1945)
2. Атценбругг (2812)
3. Фельс-ам-Ваграм (2197)
4. Графенверт (3129)
5. Гросвайкерсдорф (3121)
6. Юденау-Баумгартен (2229)
7. Кірхберг-ам-Ваграм (3605)
8. Кенігсбрунн-ам-Ваграм (1323)
9. Кенігштеттен (2284)
10. Лангенрор (2346)
11. Міхельгаузен (2849)
12. Зіггартскірхен (7431)
13. Санкт-Андре-Вердерн (7813)
14. Тульбінг (2918)
15. Вюрмла (1345)
16. Цвентендорф-ан-дер-Донау (4012)

Сільські громади
1. Гросріденталь (936)
2. Мукендорф-Віпфінг (1442)
3. Зітценберг-Райдлінг (2091)
4. Цайзельмауер-Вольфпассінг (2258)

## Демографія
Населення округу за роками за даними статистичного бюро Австрії

## Виноски
| Австрія | Це незавершена стаття з географії Австрії. Ви можете допомогти проєкту, виправивши або дописавши її. |